# Krymská autonomní sovětská socialistická republika
Krymská autonomní sovětská socialistická republika (krymskotatarsky: Qrьm Avtonomjalь Sovet Sotsialist Respublikasь/Кърым Автономиялы Совет Социалист Республикасы, rusky Крымская Автономная Советская Социалистическая Республика) byla autonomní republikou Ruské sovětské federativní socialistické republiky v Sovětském svazu existující v letech 1921 až 1944. Obyvatelstvo bylo tvořeno krymskými Tatary, Rusy a Ukrajinci. Hlavním městem byl Simferopol.

## Historie
Během občanské války v Rusku byl Krym střediskem Bílých, Rudá armáda jej obsadila roku 1921. Poloostrov se stal součástí sovětského Ruska, v říjnu toho roku mu byl udělen status autonomní sovětské socialistické republiky.
Během druhé světové války byl Krym v letech 1941 až 1944 okupován nacistickým Německem. Po osvobození byli krymští Tataři kolektivně obviněni z kolaborace s nepřítelem a v květnu 1944 deportováni do středoasijských svazových republik a na Sibiř. V červnu téhož roku bylo rozhodnuto také o deportaci krymských Řeků, Arménů a Bulharů. 30. června 1944 byla Krymská autonomní sovětská socialistická republika oficiálně zrušena a přeměněna v oblast sovětského Ruska.

## Obnovení autonomní republiky
Během rozpadu Sovětského svazu byla na základě referenda 12. února 1991 vyhlášena Autonomní sovětská socialistická republika Krym v rámci Ukrajinské SSR, které se o půl roku později, 24. srpna 1991, osamostatnila jako stát Ukrajina.